# Josiah Bartlett
Josiah Bartlett (21 de noviembre de 1729-19 de mayo de 1795) fue el delegado de New Hampshire en el Congreso Continental de los Estados Unidos y uno de los firmantes de la Constitución de los Estados Unidos. Asimismo fue presidente del Tribunal Supremo de la Corte Superior de New Hampshire y Gobernador del estado de New Hampshire.

## Biografía
Josiah Bartlett nació el 21 de noviembre de 1729 en Amesbury, Massachusetts. Fue educado en escuelas locales hasta que comenzó como aprendiz de medicina a la edad de 16. En 1750, logro establecer su propia práctica en Kingston, New Hampshire. En Kingston fue elegido como representante de la Asamblea Nacional en 1765.
- Datos: Q710057
- Multimedia: Josiah Bartlett / Q710057